# Dover
Dover (AFI: /ˈdɔver/; in inglese [ˈdoʊvər]) è una città del Regno Unito, situata nell'estrema parte sud-orientale dell'isola, in corrispondenza dell'omonimo stretto e in prossimità delle famose Bianche Scogliere.

## Geografia

### Posizione

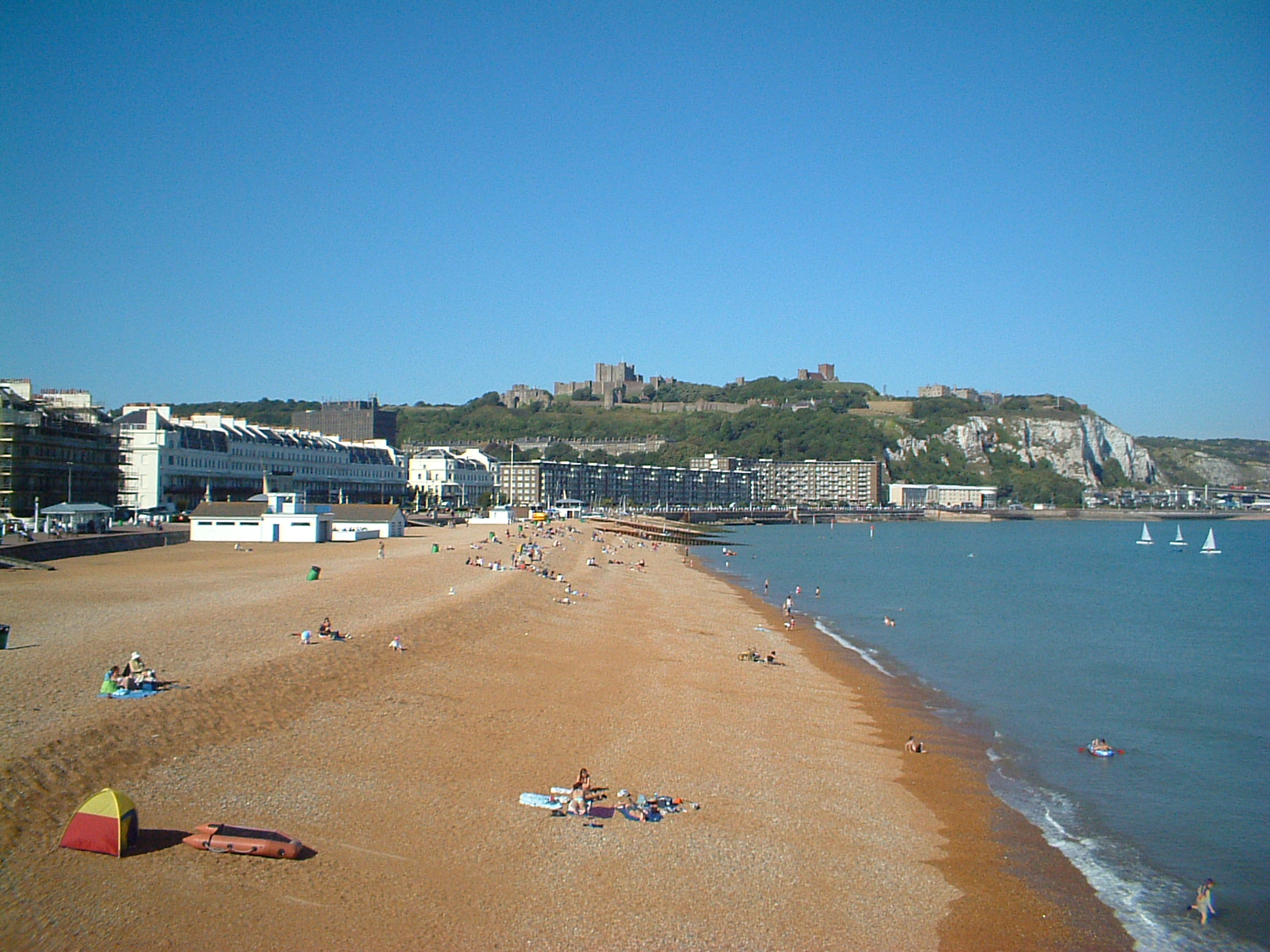
Spiaggia a Dover

La cittadina ha il maggior porto del Kent, nonché uno dei più importanti della nazione, poiché si tratta del porto inglese più vicino alla Francia (dista solo 21 miglia (34 km)) dalla città di Calais). La popolazione (censimento 2011) è di 31 022 abitanti, con l'area urbana la città raggiunge quota 39 078 abitanti.

### Clima
| Dover               | Mesi | Mesi | Mesi | Mesi | Mesi | Mesi | Mesi | Mesi | Mesi | Mesi | Mesi | Mesi | Stagioni | Stagioni | Stagioni | Stagioni | Anno |
| Dover               | Gen  | Feb  | Mar  | Apr  | Mag  | Giu  | Lug  | Ago  | Set  | Ott  | Nov  | Dic  | Inv      | Pri      | Est      | Aut      | Anno |
| ------------------- | ---- | ---- | ---- | ---- | ---- | ---- | ---- | ---- | ---- | ---- | ---- | ---- | -------- | -------- | -------- | -------- | ---- |
| T. max. media (°C)  | 6,6  | 6,8  | 9,6  | 12,1 | 15,7 | 18,7 | 20,8 | 21,0 | 18,8 | 14,9 | 10,4 | 7,6  | 7,0      | 12,5     | 20,2     | 14,7     | 13,6 |
| T. min. media (°C)  | 1,7  | 1,8  | 3,0  | 5,3  | 8,1  | 11,1 | 13,3 | 13,4 | 11,6 | 8,7  | 5,0  | 2,7  | 2,1      | 5,5      | 12,6     | 8,4      | 7,1  |
| Precipitazioni (mm) | 53   | 37   | 42   | 41   | 41   | 44   | 46   | 48   | 58   | 66   | 73   | 55   | 145      | 124      | 138      | 197      | 604  |

## Storia

### Dalle origini all'età del Bronzo
La città fu fondata all'incirca nel 2000 a.C., vicino a un ruscello chiamato Dour. Durante l'Età del Bronzo molte navi tentarono di oltrepassare il canale, e una di queste, considerata la nave più antica del mondo, fu trovata nel 1992 in Bench Street durante la costruzione di un'autostrada (oggi è esposta al museo di Dover).

### Epoca romana
Con l'invasione della Britannia nel 43 d.C. da parte dell'Impero Romano, il cui imperatore all'epoca era Claudio, Dover (allora chiamata Portus Dubris) divenne ben presto la principale città portuale dell'isola, essendo la più vicina alle coste dell'Europa continentale, e rappresentando anche uno strategico punto di approdo nell'isola, che di conseguenza doveva essere attentamente sorvegliato (la più grande base navale romana dell'isola, la Classis Britannica, venne costruita a Dover, e si è conservata fino ai nostri giorni).
L'invasione Romana portò radicali cambiamenti geografici e sociali: vennero edificati nuovi villaggi, venne costruita una fitta rete di strade (molte delle quali sono ancora oggi visibili), e le città della costa si riempivano di terme, teatri, mercati e templi.
Non a caso quella che è definita l'abitazione di epoca romana meglio conservata di tutta la Gran Bretagna si trova proprio a Dover, ed è la famosa Painted House ("casa dipinta"), così chiamata perché al suo interno vi sono alcuni dipinti raffiguranti il dio del vino Bacco.
Ma vi è anche l'unico faro romano superstite al mondo, il Dubris Pharos, che è anche la costruzione romana più alta nel Regno Unito.

### L'epoca anglosassone
Dopo la caduta dell'Impero Romano, la città divenne un importante avamposto per molte tribù germaniche, le quali avevano attraversato il Mare del Nord essenzialmente per allearsi con le tribù precedentemente stanziatesi in quei luoghi, per combattere contro le popolazioni del Nord dell'isola. Molti monasteri vennero edificati in quel periodo a Dover (allora conosciuta con il nome di Dofras), e alcuni si sono conservati e sono tuttora visitabili. La più famosa testimonianza della presenza anglosassone è la chiesa di St.-Mary-In-Castro, costruita sulla collina del Castello nel X secolo, e tuttora in uso per funzioni religiose.

### L'epoca normanna
Il 1066 cambiò radicalmente la storia dell'Inghilterra, e conseguentemente anche quella di Dover: con la Battaglia di Hastings, Guglielmo il Conquistatore, sconfiggendo l'esercito anglosassone guidato da Aroldo II, divenne a tutti gli effetti re d'Inghilterra. Intuendo subito la grande importanza di Dover, fece immediatamente fortificare il castello della città, trasformandolo da semplice avamposto in vera e propria fortezza. Sempre in quel periodo inoltre, anche se informalmente (ufficialmente nascerà solo nel XIII
secolo), Dover entrò a far parte della famosa associazione dei Cinque Ports, formata da altre quattro città (Hastings, Sandwich, Hythe e New Romney), con lo scopo di fornire approvvigionamenti e protezione all'isola in un periodo in cui il paese non disponeva di una propria flotta. Ciò tuttavia non impedì alcune "scorribande" francesi: tra tutte ricordiamo quella del 1216, quando Dover venne attaccata dal principe Luigi VIII, e quella del 1295, quando l'esercito francese appiccò un incendio alla città, radendo al suolo gran parte degli edifici.

### I nostri giorni
(Winston Churchill, 1940)
Negli anni che seguirono, Dover mantenne la sua importanza come città portuale e come ultimo avamposto sud-orientale della Gran Bretagna, sempre grazie alla sua strettissima vicinanza con la Francia. In particolare durante la seconda guerra mondiale la città fu oggetto di numerosi interessi da parte di Adolf Hitler, che proprio da Dover voleva iniziare l'invasione via terra dell'Inghilterra. Intuendo il pericolo, il primo ministro inglese Winston Churchill trasformò il porto in una vera e propria base navale; l'intera costa sud-orientale inglese venne fortificata, soprattutto facendo ricorso all'artiglieria pesante (e la cosa diede i suoi frutti, se si considera che nessun soldato tedesco mise mai piede in Inghilterra).
Nonostante ciò, la città non fu risparmiata dai pesanti bombardamenti della Luftwaffe, che causarono la distruzione di quasi 1 000 edifici, il danneggiamento di altri 3 000, la morte di 200 civili, e il ferimento di altri 700.

## Luoghi di particolare interesse

### Il castello di dover

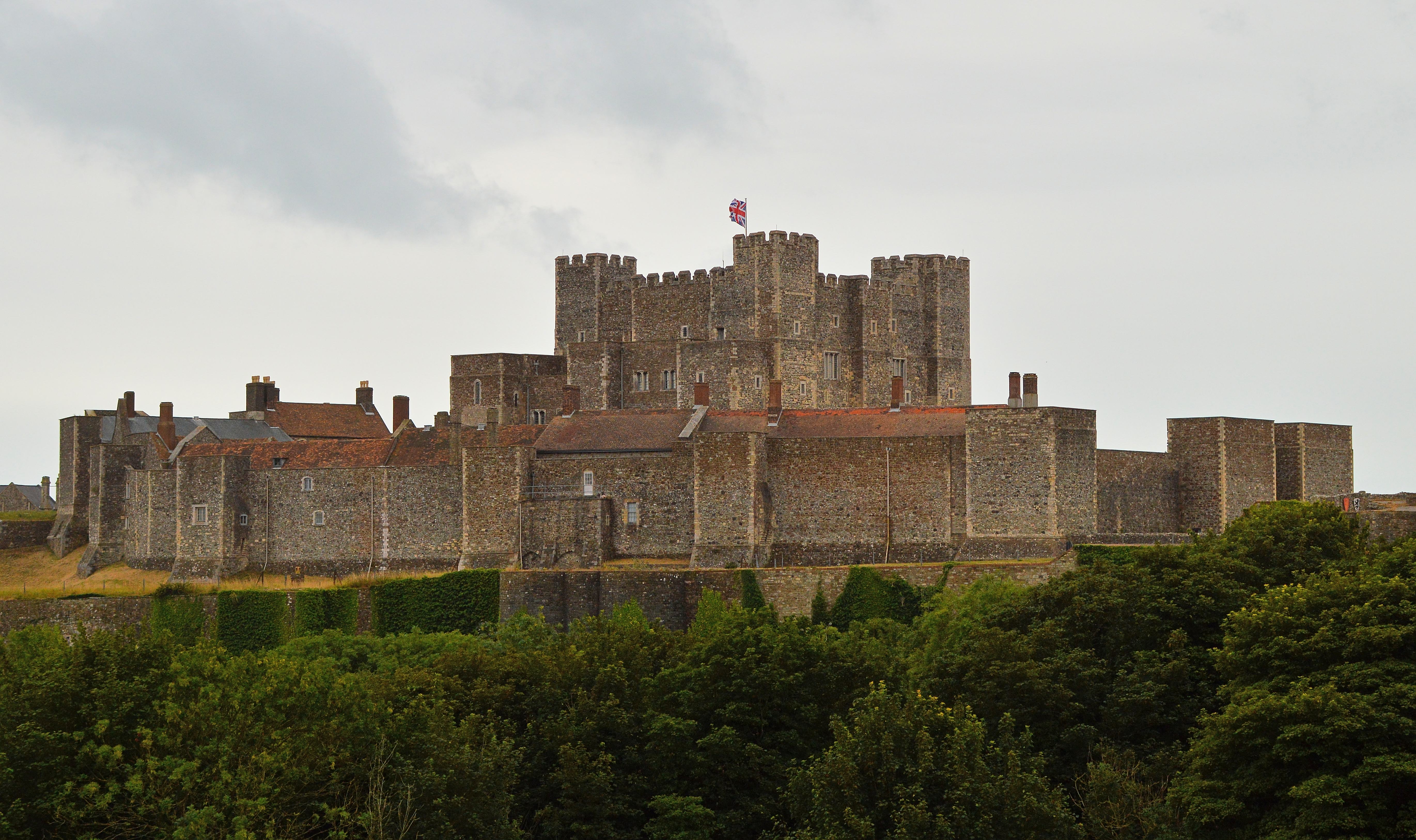
Il castello

Il castello di Dover è il monumento più importante della città: originariamente fortificato prima dell'invasione romana (della quale sopravvive tuttavia un faro alto 24 metri), divenne in seguito un forte sassone; venne poi ulteriormente ampliato da Guglielmo il Conquistatore, e solo all'inizio del XIII secolo, dopo la tentata invasione di Luigi VIII e la strenua difesa del castello ad opera di Hubert de Burgh, assunse l'attuale aspetto, che lo rende uno dei monumenti storici meglio conservati al mondo, e che conseguentemente richiama migliaia di visitatori ogni anno. Durante le Guerre Napoleoniche venne inoltre ridotto lo spessore delle mura in alcuni punti del castello, e nello stesso periodo vennero scavati dei tunnel sotterranei, ampliati poi durante il secondo conflitto mondiale.

### Il porto

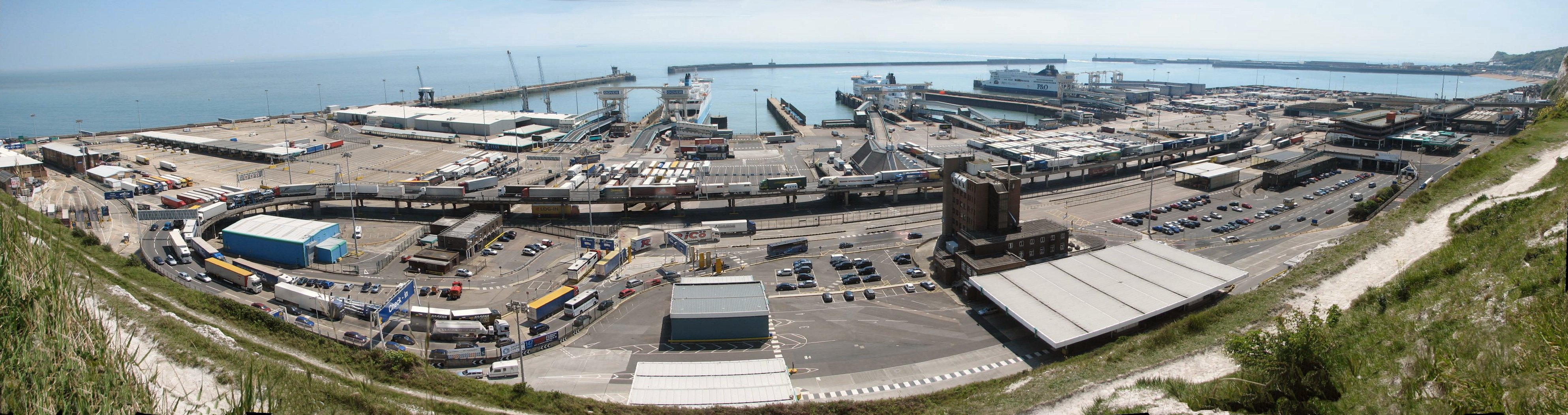
Panorama del porto

L'importanza di Dover come città portuale era nota già dall'età del Bronzo, grazie al già citato ritrovamento di una nave risalente a quel periodo; ma al di là di ciò, il porto di Dover è da sempre stato di vitale importanza per la città, dal periodo sassone a quello normanno, e negli anni successivi: basti pensare che Riccardo Cuordileone partì proprio da Dover per la terza crociata; inoltre nel 1606 l'allora re d'Inghilterra Giacomo I emanò il "Royal Charter", che definiva sostanzialmente il passaggio della gestione del porto dalla "Corporation" alla "Warden and Assistants of the Port or Harbour of Dover", in modo da migliorarne l'efficienza.
Numerosi altri moli furono costruiti nel corso degli anni, dall'Admiralty Pier (iniziato nel 1847 e successivamente ampliato) al Prince of Wales Pier (iniziato nel 1892).
Durante il secondo conflitto mondiale il porto di Dover fu il teatro dell'arrivo delle navi alleate scampate al famoso disastro di Dunkerque.
Oggi il porto è essenzialmente diviso in due parti: negli "Eastern Docks" operano le navi adibite al trasporto auto e passeggeri in Europa, mentre i "Western Docks" sono riservati alle navi veloci (i cosiddetti Hoverspeed) e alle navi da crociera, che qui attraccano in ogni periodo dell'anno.

### Le scogliere

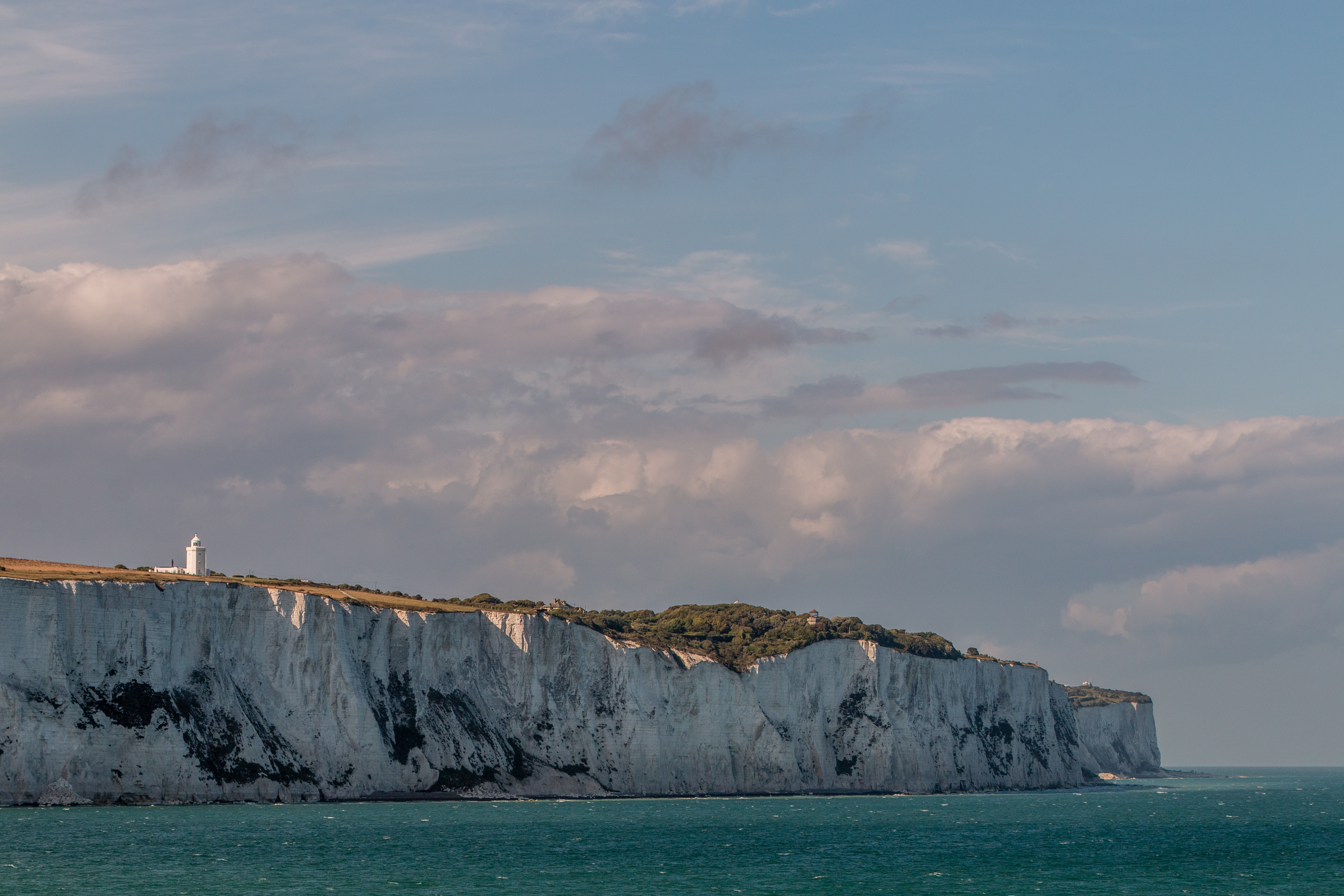
Le scogliere di Dover

Le "bianche scogliere di Dover", famose in tutto il mondo, sono forse la meraviglia naturale più famosa di questo angolo di Gran Bretagna. Esse si trovano a pochi chilometri dalla città e raggiungono l'altezza massima di 350 piedi (all'incirca 105 metri). Sono composte prevalentemente di calcare e cominciarono a formarsi durante il periodo Cretaceo, circa 136 milioni di anni fa,
in seguito ai numerosi sedimenti accumulatisi sul fondo dell'oceano, con un ritmo di 0,015 mm all'anno, fino a raggiungere la forma attuale. Le scogliere continuano tuttora ad erodersi, e per questo motivo le guide del posto consigliano ai turisti di mantenersi a una distanza di almeno cinque metri dal precipizio.

## Amministrazione

### Gemellaggi
- Calais, Francia
- Spalato, Croazia[5]
- Huber Heights, Stati Uniti